# Telefonrelä
Telefonrelä är en elektronisk apparat eller krets. Ringsignalen på telelinjen startar kretsen, som kopplar in och får en glödlampa
att lysa. Lampans lystid kan varieras från att blinka till att lysa fast. Apparaten används för att visuellt indikera att en telefon ringer.